# Genesee County (Michigan)
Genesee County is een county in de Amerikaanse staat Michigan.
De county heeft een landoppervlakte van 1.657 km² en telt 436.141 inwoners (volkstelling 2000). De hoofdplaats is Flint.

## Bevolkingsontwikkeling

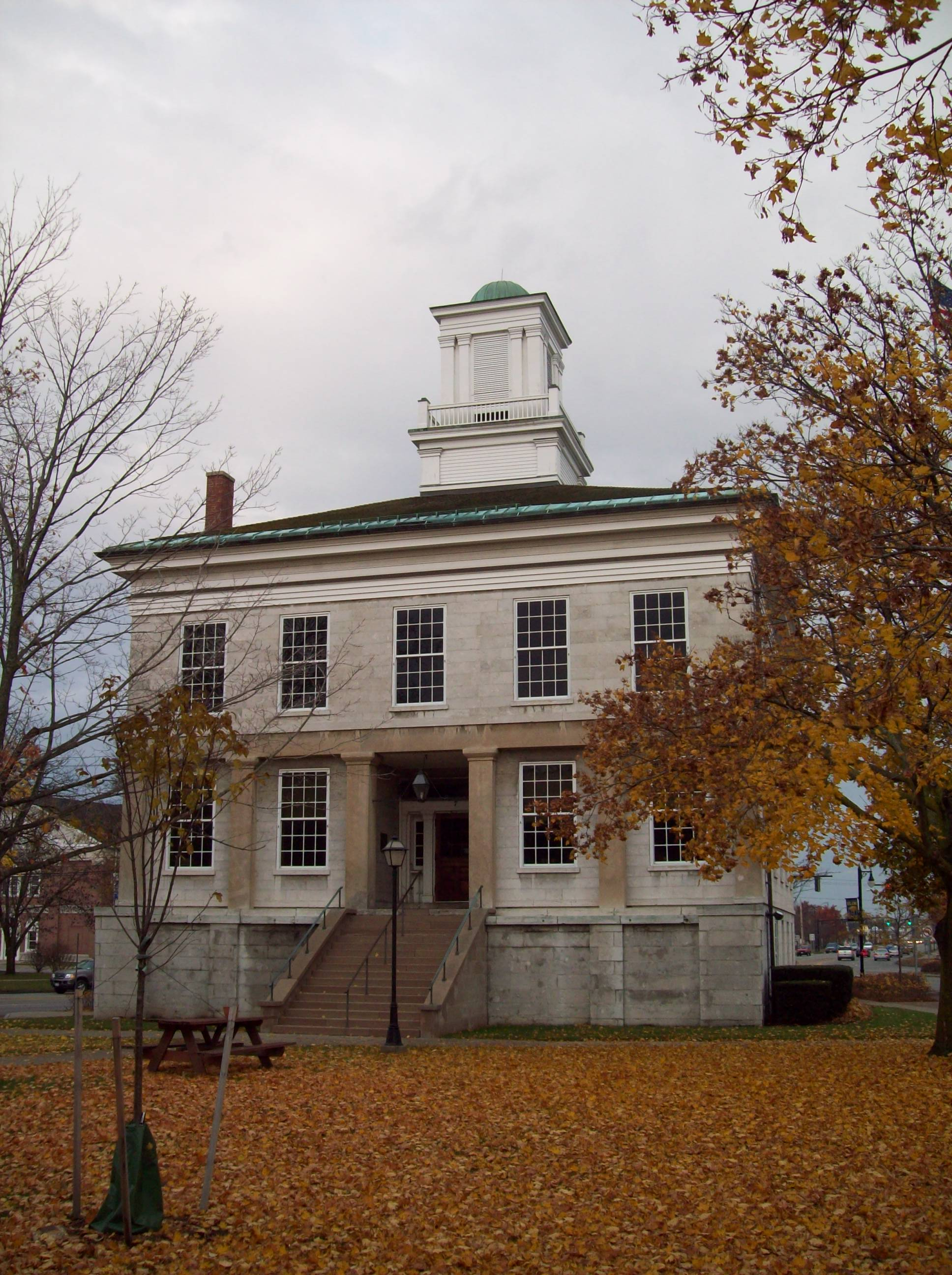
Genesee County Courthouse